# Pastor Bonus
Pour les articles homonymes, voir Bonus.
Pastor Bonus est la constitution apostolique promulguée par le pape Jean-Paul II le 28 juin 1988 dans le but de réaménager le fonctionnement de la curie romaine. Elle est abrogée et remplacée par la constitution apostolique Praedicate evangelium le 5 juin 2022.

## Contenu
La curie romaine est définie comme un ensemble de dicastères et d'instituts qui aident le souverain pontife dans l'exercice de son office pastoral suprême pour le bien de l'Église universelle et de celui des Églises particulières. Elle a pour mission de fortifier l'unité de la foi du peuple chrétien et de promouvoir l'action de l'Église dans le monde.
Parmi les changements formulés dans la constitution, le conseil des affaires publiques de l'Église est réintégré au sein du secrétairerie d'État du Saint-Siège avec le secrétariat pour les relations avec les États. Le conseil des affaires publiques avait été transformé en dicastère par Paul VI en 1967.
La constitution ouvrit aussi la place au presbytérat, au diaconat, aux religieux et au laïcat dans les dicastères. Autrefois, seuls les cardinaux y étaient admis, mais le pape Paul VI avait permis aux évêques d'y participer à la suite du concile Vatican II. Pastor Bonus s'inscrit dans cette ligne d'ouverture.
Pastor Bonus légifère sur le rôle de divers secrétariats, congrégations, conseils pontificaux, commissions pontificales, tribunaux et autres offices du Saint-Siège. Elle établit aussi les normes pour les visites ad limina à Rome et pour les relations entre le Saint-Siège, les Églises particulières et les conférences épiscopales.

## Modifications
Cette constitution apostolique a été modifiée par la suite par des Motu proprio ou de lettres apostolique sous forme de Motu proprio :
- Motu proprio Quaerit semper du 30 août 2011 : transfert de certaines compétences de la congrégation pour la doctrine de la foi au nouveau bureau de procédures pour les dispense auprès du tribunal de la Rote romaine. Cette modification entraine la suppression des articles 67 et 68 et la révision de l'article 126[1].
- Le 16 janvier 2013 : 
  - Ministrorum institutio : transfert de la compétence sur les séminaires de la Congrégation pour l’éducation catholique à la Congrégation pour le clergé.
  - Fides per doctrinam : transfert de la compétence pour la catéchèse de la Congrégation pour le clergé au Conseil pontifical pour la promotion de la nouvelle évangélisation[2].

Le 13 avril 2013, le pape François crée un conseil de huit cardinaux afin de réviser le fonctionnement de la curie avec notamment une modification de la constitution apostolique Pastor Bonus.
- Fidelis dispensator et prudens : la surveillance financière fait l'objet d'un nouveau secrétariat indépendant de la Secrétairerie d'État
- Lettre apostolique en date du 9 juillet 2014, modifiant les articles 172 et 173 et en supprimant les articles 174 et 175, ces modifications entrainent le transfert des compétences de la section ordinaire de l'Administration du patrimoine du siège apostolique au Secrétariat pour l'économie[4].

Le 4 juin 2016, le Saint-Siège publie des statuts provisoires ad experimentum pour la création d'un nouveau dicastère : « Dicastère pour les laïcs, la famille et la vie », qui verra à partir du 1er septembre, la fusion des conseils pontificaux pour la famille et les laïcs. La constitution apostolique est modifiée de telle sorte que les articles 131-134 et 139-141 sont abrogés.
- Humanam progressionem est publiée le 31 août 2016, créant le Dicastère pour le service du développement humain intégral avec la suppression des conseils pontificaux Justice et Paix, Cor Unum, Pastorale des Migrants et des Personnes en Déplacement, et le Pastorale des Services de Santé. Cette lettre entraine l'abrogation des articles 142 à 153[6].

## Abrogation
Pastor bonus est remplacée par la constitution apostolique Praedicate evangelium qui entre en vigueur le 5 juin 2022.